# Al Qaida i det islamiske Maghreb
Al Qaida i det islamiske Maghreb (AQIM) (arabisk: القاعدة في بلاد المغرب الإسلامي, ālqāʿd fy blād ālmġrb ālāslāmy) er en islamistisk milits, som har som mål at styrte den algeriske regering og etablere en islamisk stat. Gruppen blev etableret i 2002 og ledes af Abu Musab Abdel Wadoud. I medhold af resolution 1267 fra FNs sikkerhedsråd i 1999 blev militsen den 28. marts 2011 erklæret for at være tilknyttet Al-Qaida.
Gruppen har erklæret det som sin intention at angribe algeriske, franske og amerikanske mål.
I februar 2003 kidnappede gruppen 32 europæiske turister. En af de kidnappede døde, 17 gidsler blev hentet ud af algeriske soldater den 13. maj 2003, og 14 blev sat fri i august 2003. I 2007 dræbte gruppen 44 personer og sårede 19 i selvmordsaktioner, bombeangreb og skudepisoder.
Den 30. juli 2009 blev 11 algeriske soldater dræbt i et bagholdsangreb af islamiske ekstremister, mens de eskorterede en militær konvoj uden for kystbyen Damous nær Tipasa.

## Navn
Til 25. januar 2007 var gruppen kendt som Salafist Group for Call and Combat (arabisk: الجماعة السلفية للدعوة والقتال (al-Jamā‘ah as-Salafiyyah lid-Da‘wah wal-Qiṭāl) (fransk: Groupe Salafiste pour la Prédication et le Combat (GSPC)),